# 一和
一和（いちわ、일화、イルファ）は世界平和統一家庭連合（旧通称統一教会、統一協会）系の韓国の企業。高麗人参製品、食品（飲料）、薬等の製造および、輸出等を事業としている。京畿道九里市水澤洞（ステクドン、수택동）に「中央技術研究所」と高麗人参製品を製造する「九里工場」を、忠清北道清原郡に、飲料製品を製造する「椒井（チョジョン、초정）工場」を持つ。社訓は「誠心誠意」。

## 概略
統一教会の日本人信者が、教祖である文鮮明に日本で人気が高い高麗人参は韓国でも需要があるはずだと助言。文は薬学博士号を持っていた洪性杓（ホン・ソンピョ、홍성표、36家庭、洪蘭淑の父）に500ドル（当時のレートで約18万円）を手渡し、高麗人参製品の開発と生産を指示、1971年12月に設立された（、p62）。当初は「一和製薬株式会社」という名称であった。文鮮明の三弟子の一人、金元弼（キム・ウォンピル、김원필）が社長を務めた。
主力である高麗人参製品（エキス、人参茶など）は毎年、30か国以上に2千万ドルの輸出をし、輸出シェアの60パーセントを占め、韓国の高麗人参産業においては民間では最大手である（公営では「韓国人参公社」がある。）。
1999年11月17日に、ISO 9001の認証を受けた（製薬分野においては韓国で2番目。なお、食品分野で何番目だったかは公表していない。）。また、同年9月に韓国観光公社主催で開催された第2回全国観光記念品公募展で“一和高麗人蔘贈り物セット”が食品部門最高の賞である韓国伝統加工食品協会会長賞を受賞し、高麗人参製品に韓国観光公社認証マークを付けることが許された。
1979年には高麗人参入り炭酸飲料、「ジンセンアップ」を発売、日本では人気コメディアン、南利明がCM に起用された。日本では高麗人参茶のCMに、宝塚歌劇団出身の女優、月丘夢路が起用された。
1982年には大麦炭酸飲料、「メッコール」を発売し、チョー・ヨンピル、山﨑浩子をCMに起用した。韓国では一時期、コカ・コーラに並ぶ人気を博し、収入が苦しかった大麦農家に大きな市場をもたらした（、p63）。
しかし、一和が統一教会の関連企業であるため、統一教会に反対するキリスト教徒による不買運動が全国規模で行われた。1989年にはサッカークラブ、「城南一和天馬」（ソンナムイルファチョンマ）を創団。
1997年末に始まったアジア通貨危機による韓国の経済危機の時代に、他の統一教会系企業と共に、韓国政府の法定管理下に置かれたが、近年、統一教会側が再買収した。

## 高麗人参を売るための会社
統一教会では、この一和で製造する高麗人参を、『旧約聖書』にある神に選ばれた民だけに特別に与えられたという「マナ」という神秘的食物の名前で呼んで、教団の活動の中で、それを販売することの重要性を意義づけている。
また、この高麗人参は、同じく韓国で作られる大理石壷、多宝塔などと共に、過去に日本が韓国に対して犯した罪を償うために、一定量を輸入し、販売すべき「蕩減商品」と意義づけられて来た。
高麗人参茶は統一教会の草創期から教団の資金作りに欠かせないものとして重視されてきた。日本では統一教会系の商社「ハッピーワールド」を通して輸入され、統一教会系列の販社を通じ販売されて来ている。文鮮明が来日していた1974年の5月9日、狭山湖畔で開かれた大会において、文鮮明は「私はお金がないから、みなさんで人参茶を売りなさい。」と言って、90日間で400箱売るという“誓約書”を書かせたという。
1970年代には統一教会の信者たちが、効能を謳って高麗人参製品を販売したことが、薬事法違反に問われるという事件がいくつか起きた。そのことで、高麗人参製品の販売が行き詰まった中で考え出されたのが、いわゆる「霊感商法」と言われており、その「霊感商法」において、壷や多宝塔と並んで、高麗人参エキスなども販売されていたが、こちらも大きな社会問題となった。現在では統一教会系の企業を通して販売もされている。一和の高麗人参製品は6年根を多く使用していること、有効成分の損失が少ない一和独自の低温・低圧でのアルコール抽出をしていること、大統領賞を受賞している（1975年度と1980年度）ことなどをセールスポイントとしている。

## 沿革
- 1971年

12月　ソウル城東区松亭洞において、「一和製薬株式会社」を設立。
- 1973年

8月　現在の京畿道 九里市 水澤洞に移転。
11月　輸出100万ドルを達成
- 1976年

11月　社名を“株式会社一和”に変更。
- 1977年

2月5日　59件（総額約36億円）の脱税容疑で摘発される。
- 1979年

5月　「高麗人参製薬(株)」を買収。人参炭酸ドリンク“ジンセンアップ”を発売。
12月　椒井工場が竣工。
- 1981年

6月　「一和生水(株)」を買収。
8月　中央研究所を設立。
- 1982年

4月　龍仁瓶工場を設立。
7月　大麦炭酸飲料“メッコール”を発売。
- 1986年

7月　「椒井藥水」を買収。
- 1987年

7月 龍仁工場が竣工。
- 1988年

6月　鎭川缶工場を設立。
- 1989年

3月　サッカークラブ「城南一和天馬」を創団。
- 1990年

5月 済州島工場(オレンジ原液工場)が竣工。
- 1991年

1月　「椒井藥水」と合併。
- 1994年

3月  韓国の安全規格、「KGMP」に適格した業体と選定される。
- 1998年

4月　大麦炭酸飲料“メッ”（맥）を発売。
- 1999年

9月　第2回全国観光記念品公募展（韓国観光公社主催）に出品した“一和高麗人蔘贈り物セット”が韓国伝統加工食品協会会長賞を受賞。
11月　ISO9001認証を取得。
- 2000年

8月　椒井炭酸水事業チームを発足。
10月　韓国観光公社の認証マークを取得。
- 2001年

10月　韓国広告大賞において優秀賞を受賞。
- 2002年

1月　IH-901カナダ物質特許を取得。
- 2003年

2月　”加藤サイダー”を日本へ輸出。“天馬五黄清心丸”を日本に輸出。
11月　第40回“貿易の日”産業褒賞を受賞。